# Rio Cucureasa (Ilva)
O Rio Cucureasa (Ilva) é um rio da Romênia, afluente do Ilva, localizado no distrito de Bistriţa-Năsăud.